# 2022年世界水泳選手権タークス・カイコス諸島選手団
2022年世界水泳選手権タークス・カイコス諸島選手団は、2022年6月18日から7月3日までハンガリーのブダペストで開催された第19回世界水泳選手権のタークス・カイコス諸島選手団、およびその競技結果。今大会、タークス・カイコス諸島は世界水泳選手権初参加となった。

## 選手団
- 人員: 選手 1人

## 選手名簿・結果
| 選手             | 種目          | 予選   | 予選 | 準決勝   | 準決勝   | 決勝     | 決勝     |
| 選手             | 種目          | 結果   | 順位 | 結果     | 順位     | 結果     | 順位     |
| ---------------- | ------------- | ------ | ---- | -------- | -------- | -------- | -------- |
| ロハン・シアラー | 男子50m自由形 | 25秒50 | 75位 | 予選敗退 | 予選敗退 | 予選敗退 | 予選敗退 |
| ロハン・シアラー | 男子50m背泳ぎ | 28秒89 | 46位 | 予選敗退 | 予選敗退 | 予選敗退 | 予選敗退 |